# Tamara Bösch
Tamara Bösch (* 5. Juni 1989 in Lustenau) ist eine ehemalige österreichische Handballspielerin, die zuletzt beim deutschen Bundesligisten HC Rödertal unter Vertrag stand.

## Karriere
Tamara Bösch spielte anfangs beim österreichischen Bundesligisten HC Lustenau, für den auch ihre Schwester Amanda auflief. Im Jahr 2008 wechselte die Linkshänderin zum Schweizer Erstligisten LC Brühl Handball. Mit Brühl gewann sie 2009, 2011 und 2012 die Schweizer Meisterschaft sowie 2009, 2010, 2012 und 2016 den Schweizer Pokal. Im Sommer 2016 wechselte sie zum deutschen Bundesligisten HC Leipzig. Nachdem der HC Leipzig Insolvenz angemeldet hatte, schloss sie sich im Juli 2017 dem Bundesligaaufsteiger HC Rödertal an. Aufgrund eines Knorpelschadens im rechten Knie beendete sie nach der Saison 2017/18 ihre Karriere.
Bösch gehörte dem Kader der österreichischen Nationalmannschaft an, für die sie 50-mal auflief.